# Nhà thờ Chúa Thăng Thiên ở Dolní Marklovice
Nhà thờ Chúa Thăng Thiên ở Dolní Marklovice (tiếng Séc: Kostel Nanebevstoupení Páně v Dolních Marklovicích) là một nhà thờ Công giáo bằng gỗ thời Phục hưng thuộc tổng giáo phận Ostrava-Opava, tọa lạc ở thị trấn Dolní Marklovice, huyện Karviná, vùng Moravia–Silesia, Cộng hòa Séc. Thánh đường này có tên trong danh sách các di tích văn hóa cấp quốc gia.

## Lịch sử
Một nhà thờ bằng gỗ ở Dolní Marklovice được nhắc đến lần đầu tiên vào năm 1360. Theo một cuộc điều tra dân số năm 1447, đây là một nhà thờ giáo xứ. Ngày 14 tháng 4 năm 1654, giáo hội Luther trả lại quyền quản lý nhà thờ cho giáo hội Công giáo. Lúc bấy giờ, nhà thờ lấy danh xưng Thánh Nicholas và là một chi nhánh của giáo xứ Zebrzydowice. Năm 1739, một nhà thờ mới bằng gỗ được xây dựng và có tên gọi mới là nhà thờ Chúa Thăng Thiên (tồn tại cho đến ngày nay).

## Kiến trúc
Nhà thờ Chúa Thăng Thiên ở Dolní Marklovice được xây dựng bằng gỗ vào thời kỳ Phục hưng, nên dáng vẻ bên ngoài đặc biệt cổ kính. Bên ngoài nhà thờ là một tòa tháp cao có phần mái hình củ hành. Phần trang trí nội thất là các bức tranh bản gốc có từ thế kỷ 18.